# Resistencia ucraniana durante la invasión rusa de Ucrania (2022-presente)
Durante la invasión rusa de Ucrania en 2022 se iniciaron algunos movimientos de resistencia ucraniana. Rusia ocupó vastas porciones del territorio de Ucrania . Algunos territorios, más precisamente partes de los óblasts de Donetsk y Lugansk, así como toda la República Autónoma de Crimea, ya estaban bajo ocupación rusa desde 2014. Tras el inicio de la invasión, estos individuos se volvieron activos en aquellos territorios ocupados por Rusia, que incluían ciudades como Jersón y Melitópol.
La insurgencia Ucraniana es un movimiento de resistencia creado y activo actualmente en Ucrania, desde el inicio de la invasión rusa en 2022. A este grupo se los denomina de diferentes maneras en muchas fuentes, entre ellos por ejemplo: Partisanos Ucranianos, Insurgentes Ucranianos, Resistencia Ucraniana y Ucrania Libre.

## Antecedentes
Antes de la invasión, en el año 2014, Rusia ocupó varias porciones de territorio ucraniano, más precisamente la península de Crimea durante un separatismo y anexión a la Federación Rusa, ese mismo año parcialmente de nuevo ocupó parte de los Óblast de Lugansk y Donetsk junto a sus ciudades administrativas, durante el estallido de la guerra del Dombás gracias a insurgentes separatistas prorrusas que pronto formarían sus propias milicias y ejércitos. 
Según un informe de The Guardian, los grupos de la resistencia ucraniana comenzaron a organizarse en el verano de 2021. Entrenados por las Fuerzas Especiales. Esto debido a una creciente tensión diplomática gracias a una creciente acumulación de tropas rusas en toda la frontera y las consecutivas violaciones al alto al fuego en el Dombás, que generaba cierta incertidumbre a una invasión militar a gran escala en Ucrania desde lo sucedido en 2014. Un poco más adelante ese mismo año estallaría la crisis ruso - ucraniana que terminaría con el inició de las hostilidades entre ambos países.
Durante el inicio de la invasión al país el 24 de febrero Rusia mediante ofensivas militares, ocupó de manera parcial nuevos territorios en los Óblasts de Zaporiyia, Jersón y Járkov; de manera temporal y parcial los territorios de los Óblasts de Sumy, Chernígov y Kiev éstos durante la ofensiva a Kiev  y la ofensiva de Ucrania central (entre febrero y abril) donde las fuerzas del ejército ruso decidieron entrar en retirada hacia la frontera original. Actualmente en los Óblasts de Járkov, Donetsk y Lugansk se siguen ocupando territorios mediante ofensivas y grandes batallas.  
Poco después del inicio de la invasión, empezaron a activarse focos de la resistencia en los territorios ocupados por Rusia, que incluían principalmente la ciudad de Melitópol. Ciudad en la cual se levantaron protestas civiles masivas en la primera semana de marzo, a pocos días del fin de la batalla de Melitópol, la cual había sentenciado la ocupación militar de la ciudad por parte de Rusia. Las protestas en la ciudad se extendió rápidamente por toda las regiones ocupadas como el primer símbolo de la resistencia, como el primer acto de rebeldía civil. Por estas razones en Ucrania apodan a Melitópol como la "cuna de la resistencia".
Pocos días después, durante la batalla de Jersón la ciudad principal de Jersón, Nueva Kakhovka y Chornobaika son ocupadas totalmente por los rusos con lo cual viendo lo ocurrido en su vecina ciudad Melitópol días antes ocurrió lo mismo, se levantaron protestas civiles como reacción de repudio a la ocupación militar.
Al mismo tiempo ocurría el Sitio de Energodar, en la ciudad de Energodar, donde los rusos llegaron a las afueras para asaltar la ciudad. La guardia Nacional ucraniana habría dado armas a los civiles que se ofrecieron de voluntarios e improvisaron una defensa de la ciudad y su planta nuclear hasta la rendición.
Al norte en la ciudad de Kiev el primer día de la invasión a la mañana se estaban realizando ataques terrestres masivos desde la dirección de Chernóbil, también se habían reportado una batalla en el aeropuerto de Hostomel, más tarde el 25-26 de febrero las tropas rusas ya habían llegado a las afueras de Kiev y se había reportado otra batalla en la base aérea de Vasylkiv, debido a la gravedad de la situación en la capital y sus alrededores el gobierno decidió entregar armas a los civiles y voluntarios.
En la dirección del norte y este empezarían la batalla de Chernígov y la batalla de Sumy donde los civiles se sumarían a la defensa de estas ciudades que serían rodeadas parcialmente y lograrían un asedio de parte de las tropas rusas.
En el Óblast de Járkov, el 24 de febrero, se iniciaba la Batalla de Járkov, la ciudad resistiría todo el golpe de la ofensiva rusa y se convertiría en una de las más bombardeadas del conflicto. La población local del Óblast se sumaría a la defensa de la ciudad gracias a los bombardeos brutales.
Al sur en Mariúpol, se daba el 24 de febrero el inicio de una de las batallas urbanas más sangrientas de esta década, la batalla de Mariúpol iniciaba por una ofensiva ruso - separatista desde el este vía Dombás. A primeras semanas de marzo debido al colapso del frente en Melitópol y la captura de Berdiansk se preveía un cerco y sitio de la ciudad por lo cual se inició una evacuación y se entregó armas a los civiles también.
Mientras tanto el frente del Dombás permanecería sin cambios notables a pesar de unas ofensivas rusas - prorrusas desde el norte en dirección de Izyum y Kupiansk que sentenciaron la ocupación casi total del Óblast de Lugansk para mayo y junio. El actual caldero de Severodonekst - Lysychansk es el campo de batalla ambas ciudades sufren de bombardeos y combates constantes.
A medida que varias ciudades y pueblos caían por las ofensivas rusas y el fácil recorrido de las armas entre la población civil durante la guerra, el gobierno ucraniano convocó a la población a empezar una guerra de guerrillas en los territorios bajo ocupación estos grupos empezarían a organizarse en varios grupos partisanos locales, por medio de redes sociales como Telegram. Donde la población empezaban a compartir informaciones de los rusos, donde conseguir armas, hasta la fabricación de cócteles molotov.
A medida que se fueron armando, con las protestas civiles en varias ciudades y el aumento del descontento civil empezó a surgir rumores de resistencia armada para a mediados de marzo en los territorios ocupados especialmente en Melitópol y Jersón, mientras que en la propia ciudad de Kiev que no estaba bajo ocupación, los civiles armados conformaban milicias organizadas para la defensa junto a las fuerzas armadas, la guardia nacional y la policía ucranianas.
Actualmente por lógica se piensa que en cada formación de las resistencias locales puede haber exmilitantes de las Fuerzas de Defensa territorial, de unidades de las fuerzas armadas e Internas, etc., derrotadas como la policía local de Melitópol, aparte de solo civiles.

## Movimiento de resistencia
El 21 de abril, en una entrevista televisiva, el alcalde de Melitópol, ocupada por Rusia, Ivan Fiodorov, dijo que, según la inteligencia ucraniana, los guerrilleros ucranianos habían matado a 100 soldados rusos en la ciudad, principalmente patrullas de la policía rusa y la mayoría mediante emboscadas nocturnas. Fiodorov también afirmó que el ejército ruso estaba luchando para lidiar con estos guerrilleros ya que parte de la población de Melitópol estaba en contra de la presencia rusa.
El 26 de abril, el gobernador del óblast de Nicolaiev, Vitali Kim, dijo que había habido una resistencia contra el ejército ruso en el óblast de Jersón durante dos meses y que los guerrilleros ucranianos habían matado a 80 soldados rusos en la región.
El 28 de abril, 24 Kanal informó que los guerrilleros en Nóvaya Kajovka habían dejado una pancarta con un mensaje en un poste en la ciudad. Decía lo siguiente: «¡Ocupante ruso! ¡Sépalo! ¡Kajovka es Ucrania! ¡Estamos cerca! ¡Nuestra gente ya está trabajando aquí! ¡La muerte los espera! ¡Kajovka es Ucrania!».
El 30 de abril, miembros del autodenominado Ejército Partisano de Berdiansk (BPA) publicaron un video en Telegram exhortando a las tropas rusas que abandonaran Berdiansk. Anunciaron que estaban organizando sus fuerzas y que estaban «listos para salir de las sombras». La cuenta de esta organización se usó durante la invasión para recopilar y mostrar evidencia de supuestos crímenes rusos en la ciudad e información sobre colaboradores con el ejército ruso en Berdiansk.
El 13 de mayo, Oleksii Réznikov, ministro de Defensa de Ucrania, habló de las derrotas y dificultades que las tropas rusas han estado experimentando en Ucrania desde el inicio de la invasión. Reznikov también habló de los guerrilleros en Jersón, Melitopol y otras localidades, llamándolos «una importante contribución a la victoria común».
El 22 de mayo, en Energodar, guerrilleros ucranianos detonaron un explosivo frente a un edificio residencial donde se encontraba el alcalde de la ciudad designado por Rusia, Andréi Shevchik. Shevchik y sus guardaespaldas sufrieron heridas de diversa gravedad y Shevchik terminó en cuidados intensivos . Primero lo llevaron a un hospital en Energodar y luego a otro en Melitópol.
A fines de mayo, seis guardias fronterizos rusos en el puesto de control fronterizo de Zernovo, en el norte de Ucrania, fueron asesinados en la semana del 30 de mayo al 5 de junio cuando fueron atacados por guerrilleros ucranianos. Dos días después, una bomba explotó cerca de la oficina de Yevgueni Bálitski, un funcionario prorruso y alcalde de facto de Melitópol.
El 24 de junio, en Jersón, un funcionario designado por Rusia, Dmitri Savluchenko, fue asesinado por un coche bomba, colocado por guerrilleros ucranianos.
El 2 de julio, según un medio de prensa rusa, un tren que iba desde Crimea hasta Melitópol en el Óblast de Zaporiyia transportando alimentos fue atacado con lanzacohetes, dijo Rogov, miembro de la administración civil-militar rusa del territorio ocupado.

## Lugares con Resistencia Partisana
Según el Instituto para el Estudio de la Guerra, (del inglés: Institute for the Study of War - ISW) estos lugares en Ucrania se han confirmado movimientos de resistencia armada actúalmente:
- Melitópol - Óblast de Zaporiyia
- Varios pueblos cercanos a Melitópol
- Tokmak - Óblast de Zaporiyia
- Energodar - Óblast de Zaporiyia
- Jersón - Óblast de Jersón
- Chornobaika - Óblast de Jersón
- Mariúpol - Óblast de Donetsk
- Kreminna - Óblast de Lugansk